# Peugeot 905
Peugeot 905 — спортивный автомобиль, выпущенный компанией Peugeot для участия в Чемпионате мира по спорткарам. Победитель автогонки 24 часа Ле-Мана в 1992 и 1993 годах.

## История создания
В ноябре 1988 года Peugeot Talbot Sport созданный под управлением Жана Тодта в Велизы-Виллагубле объявил о запуске проекта 905 для участия в Чемпионате мира по спорткарам с учётом новых правил, начинающих свое действия с 1991 года.
При строительстве автомобиля использовалось карбоновое шасси, разработанное Dassault, и легкосплавный двигатель V10 с наддувом из легкого сплава SA35-A1 3499 см³, который был похож на двигатели Формулы 1 того времени.
Официально автомобиль был представлен 4 июля 1990 года на автодроме Маньи-Кур (Невер) с участием Жан-Пьера Жабуй.

## Модификации

### Peugeot 905

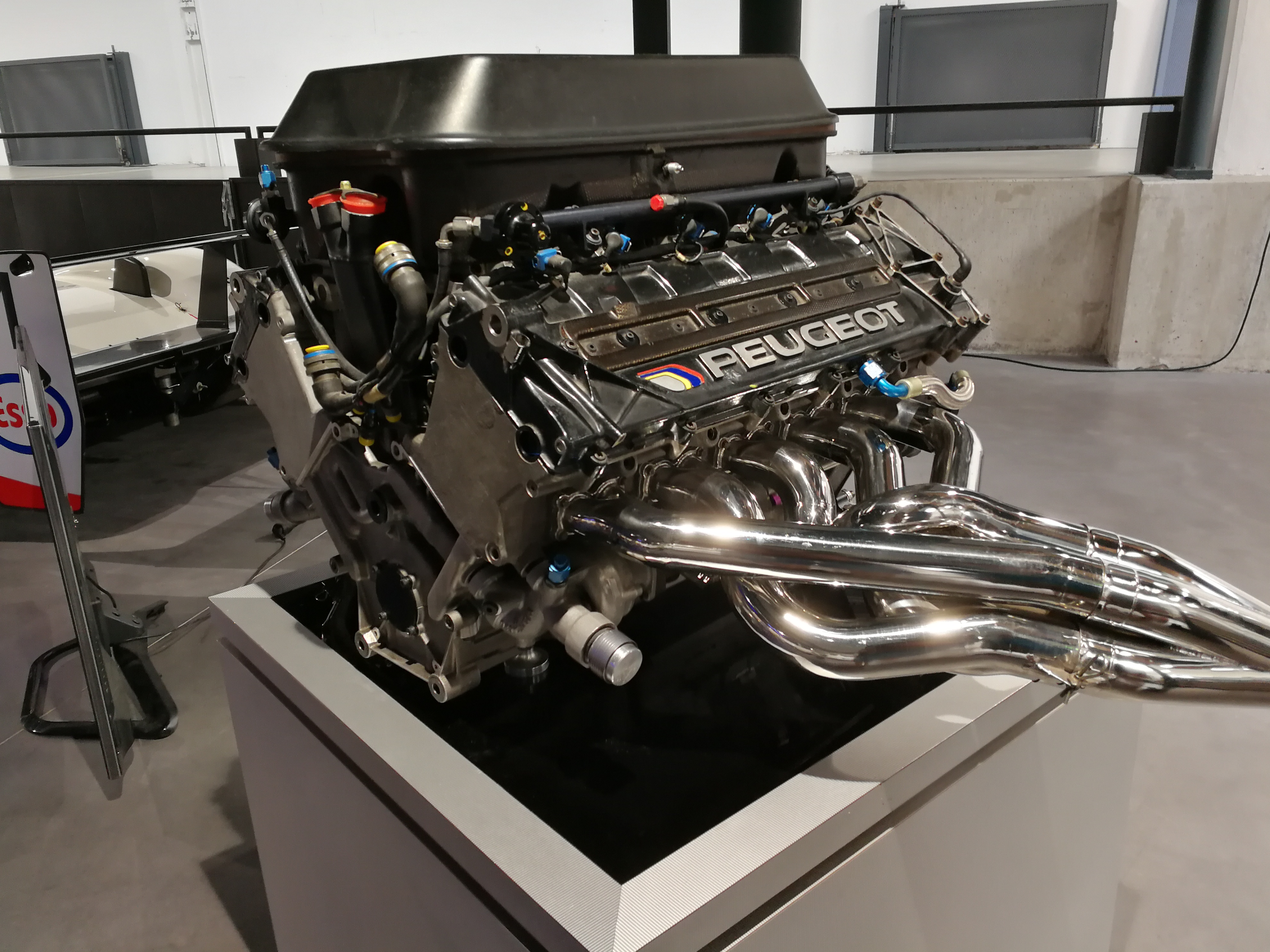
Двигатель Peugeot 905

Для прототипа под названием Peugeot 905 в сотрудничестве с авиационной компанией Dassault разработал шасси из углепластика, которое было оснащено 3,5-литровым двигателем, который был очень близок к двигателям Формулы-1 того времени. V-образный двигатель с именем Peugeot SA35-A1 имел 10 цилиндров, ряды которых были расположены под углом 80 ° и создавали мощность 480 кВт (660 л. с.) при 12500 об / мин.
Одним из новшеств установленных Peugeot 905 стала уникальная система рулевого управления. Данная система в зависимости от характера трассы обеспечивала поворот только передних либо всех колес. В отличие от коллег из Honda и Toyota, конструкторы Peugeot сделали данную систему полностью механической, посчитав недопустимым на тот момент использовать электронику на соревнованиях.

### Peugeot 905 Evo1 bis

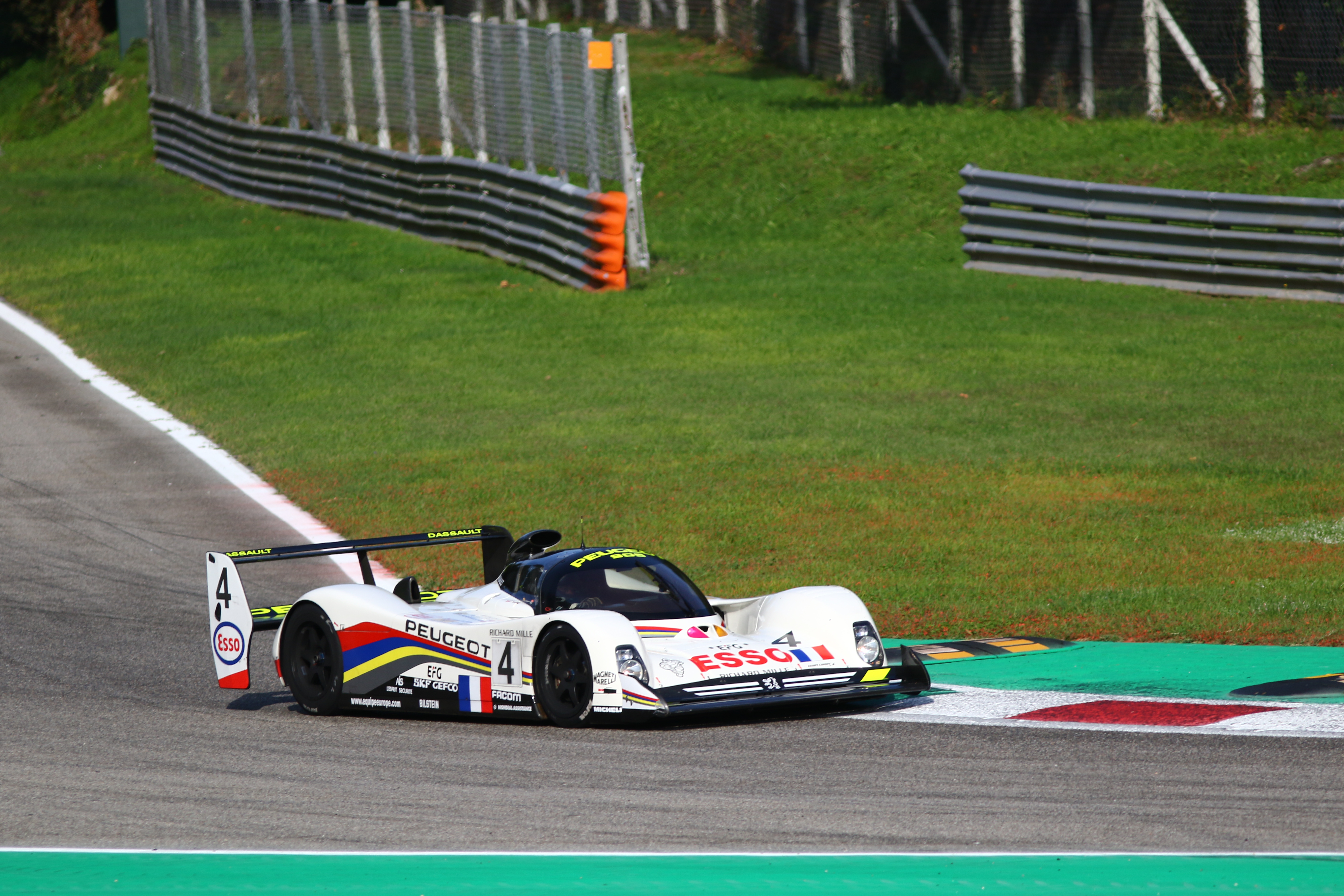
Peugeot 905 Evo1 bis

После того, как выяснилось, что Peugeot 905 был слишком медленным и ненадежным, Peugeot полностью пересмотрел аэродинамику 905, так что только кабина напоминала оригинальный 905. Peugeot SA35-A2 также использовался в качестве нового двигателя. В 1992 году команда разработчиков была усилена Энрике Скалаброни, который в основном отвечал за улучшение механического сцепления с автомобилем и освобождение менеджера проекта де Кортанзе. В течение сезона 1993 года, оснащение Evo1 было дополнено некоторыми деталями. Помимо прочего, автомобиль получил недавно разработанную трансмиссию Evo2.

### Peugeot 905 EVO2

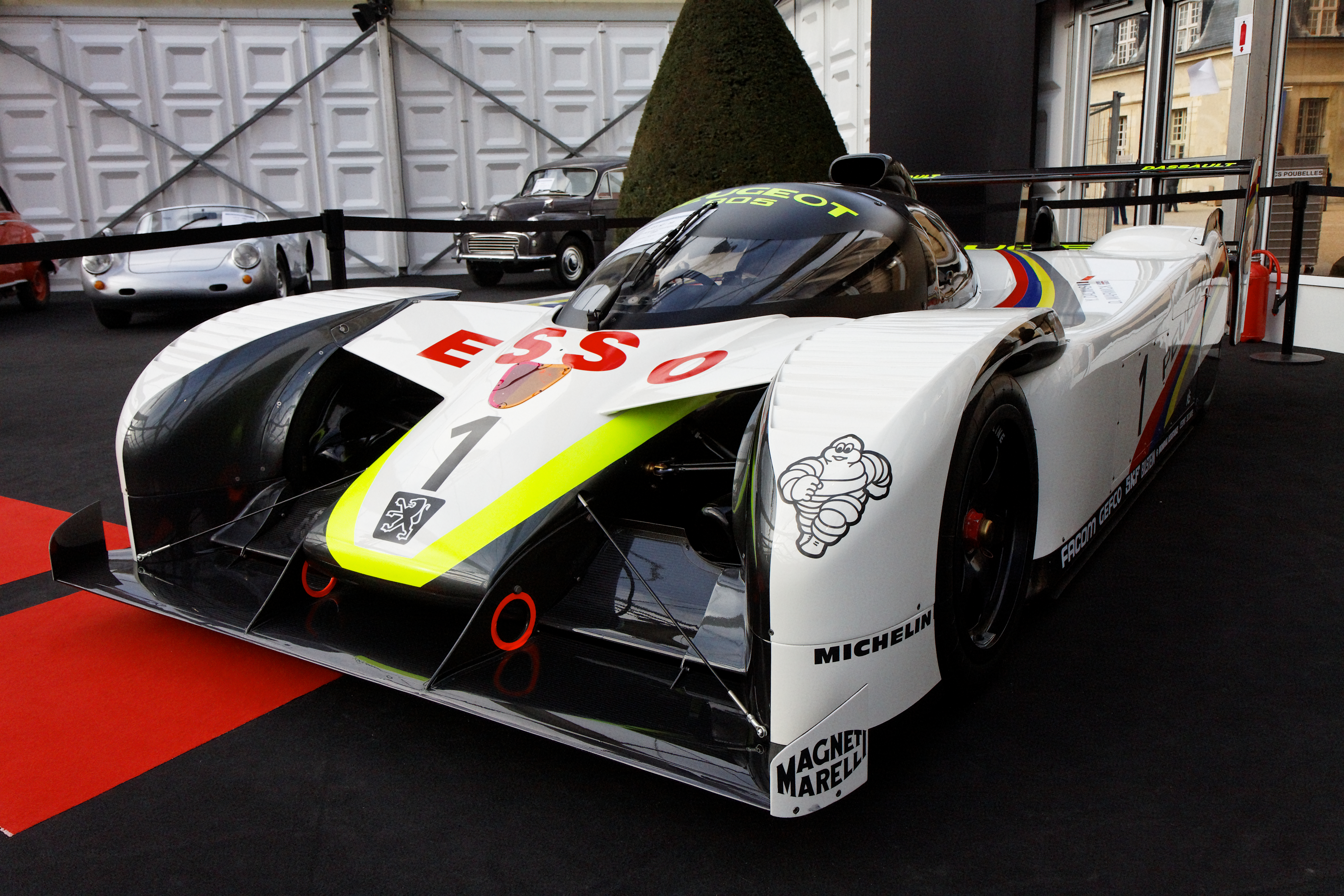
Peugeot 905 Evo2

Ещё до того, как Evo1 дебютировал, инженеры Peugeot начали разработку своего преемника, названного Evo2, который был запущен на трассу в конце 1992 года. В частности, зазубренная передняя часть выделяла его по сравнению с предшественником, а более узкая кабина обеспечивала меньшее сопротивление и вес. Из-за его футуристического внешнего вида автомобиль вскоре получил прозвище Supercopter. В дополнение ко многим изменениям в деталях, другим важным нововведением стала полуавтоматическая 6-ступенчатая коробка передач, которая облегчила переключение передач для водителей.

## Гоночная история

### 1990 год
Прототип был впервые испытан 20 июня на автодроме де Линас-Монтлери. Неделю спустя Жан-Пьер Жабуй преодолел дистанцию 500 км на испытательном треке поставщика шин Michelin. Первое публичное появление Peugeot 905 произошло 4 июля 1990 года на гоночной трассе Маньи-Кур, за рулем был также Жан-Пьер Жабуй. После ещё нескольких испытаний на французской земле две машины были доставлены в Монреаль для участия в восьмом этапе Чемпионата мира по спортивным автомобилям 1990 года. Во время дебюта в гонке 23 сентября предыдущий гонщик-испытатель Жабуй и бывший чемпион мира Формулы 1 Кеке Росберг по очереди садились за руль Peugeot 905. Однако машина провалилась после трети дистанции гонки. На последней гонке сезона в Мексике водительский дуэт завершил свою первую гонку на 13-м месте, несмотря на наличие проблемы со стартером.

### 1991 год
После удивительной победы на старте в Судзуке следующие гонки характеризовались неудачами и задними местами. В гонке 24 часа Ле-Мана трио Жабуй, Филипп Альио и Мауро Балди на Peugeot 905, а также Росберг, Янник Далмас и Пьер-Анри Рафанель на втором 905 достаточно удачно начали гонку. Однако после яростного старта обе машины столкнулись с различными техническими дефектами. В связи с этим Peugeot 905 уже через четыре часа после старта пришлось покинуть гонку.
Следуя этим отрезвляющим результатам, компания Peugeot представила полностью обновленный автомобиль Peugeot Evo1 bis на пятом этапе Чемпионата мира по спортивным автомобилям в Нюрбургринге. Отныне основной целью команды Peugeot стала победа. Две двойные победы в Маньи-Кур и на автодроме имени братьев Родригес это доказали. В конце первого сезона в 1991 году Филипп Альио и Мауро Балди заняли второе место в чемпионате пилотов, в то время как Peugeot Talbot Sport занял второе место в командном зачете (первое место занимала заводская команда Jaguar).

### 1992 год
После того, как Jaguar и Mercedes-Benz покинули чемпионат мира по спорткарам, сезон 1992 года грозил стать фарсом, но тем не менее был проведен по настоянию Peugeot. Peugeot выиграл пять из шести гонок чемпионата и обеспечил чемпионат как пилотами, так и конструкторами. Основным момент сезона стала гонка 24 часа Ле-Мана, где команда Peugeot стартовала с тремя автомобилям. Одному автомобилю пришлось покинуть гонку из-за отказа двигателя. Второму удалось победить, а другой занял третье место. Второе место заняла команда Toyota.
При подготовке к последней гонке сезона в Маньи-Кур Peugeot впервые использовал 905 Evo2, но на самой гонке использовал испытанный Evo1.
Из-за окончания чемпионата мира по спорткарам Evo2 остался без гоночных серий и соревнований.

### 1993 год
После отмены чемпионата мира по спорткарам в 1993 году Peugeot стартовал только в гонке 24 часа Ле-Мана. В 1993 году Жан Тодт также высказался против использования Evo2, поэтому французы прибегли к Evo1. В отсутствие серьёзной конкуренции Peugeot заняла 1, 2 и 3 место по результатам гонки.

## Интересные факты
3 февраля 2011 года Peugeot 905 Evo 2.1 (Supercopter) был продан на аукционе более чем за миллион евро.